# Sonda (Dorf)
Koordinaten: 59° 21′ N, 26° 51′ O
Sonda ist ein Dorf (estnisch alevik) in der gleichnamigen Landgemeinde Sonda (Sonda vald). Es liegt im Kreis Ida-Viru (Ost-Wierland) im Nordosten Estlands.
Das Dorf hat 531 Einwohner (Stand 1. Januar 2009).

## Eisenbahn
Der Ort liegt an der 1870 eröffneten Bahnstrecke zwischen der estnischen Hauptstadt Tallinn und der damaligen russischen Hauptstadt Sankt Petersburg. 1897 wurde der Bahnhof von Sonda eingeweiht. Das Dorf erlebte dadurch einen rasanten wirtschaftlichen Aufschwung. Vor allem die Forstwirtschaft siedelte sich in und um Sonda an. Die Firma Stakelberg & Dehn eröffnete das erste Sägewerk, weitere Betriebe folgten.
Am 1. August 1926 wurde eine Nebenstrecke feierlich in Betrieb genommen. Eine 62,6 Kilometer lange Schmalspurbahn verband Sonda mit der Stadt Mustvee am Ufer des Peipussees. Der Betrieb auf der nicht elektrifizierten Bahntrasse mit insgesamt 16 Haltepunkten wurde 1971 endgültig eingestellt.
Eine weitere Eisenbahnverbindung verlief von Sonda zum Zementwerk in Aseri.